# Phare de Gatún
Le phare de Gatún (en espagnol : Faro de Gatún) est un phare actif situé sur des écluses de Gatún du canal de Panama, dans la province de Colón au Panama. Il est géré par la Panama Canal Authority 

## Histoire
Le phare original a été mis en service en 1914. Il a été démoli et remplacé par l'actuel qui est situé du côté ouest des écluses de Gatún.
Ce phare sert de feu directionnel arrière pour les navires arrivant du lac Gatún en direction de l'Atlantique. C'est le phare le plus haut et le plus remarquable du canal. Il a été restauré et est en bon état. Il fonctionne conjointement avec un feu avant moderne monté sur un poteau à l'entrée de l'écluse.

## Description
Ce phare est une tour cylindrique en béton, avec une galerie et une lanterne de 27 m de haut. La tour est peinte en blanc avec un soubassement bleu. Il émet, à une hauteur focale de 27 m, un feu vert continue visible seulement sur la ligne d'entrée de l'écluse. Sa portée est de 15 milles nautiques (environ 28 km).
Identifiant : ARLHS : PAN-014 - Amirauté : J6094.221 - NGA : 110-16608 .
|                              |
| Diagramme du canal de Panama |

|          |
| Le phare |

### Lien connexe
- Liste des phares du Panama